# Przejście graniczne

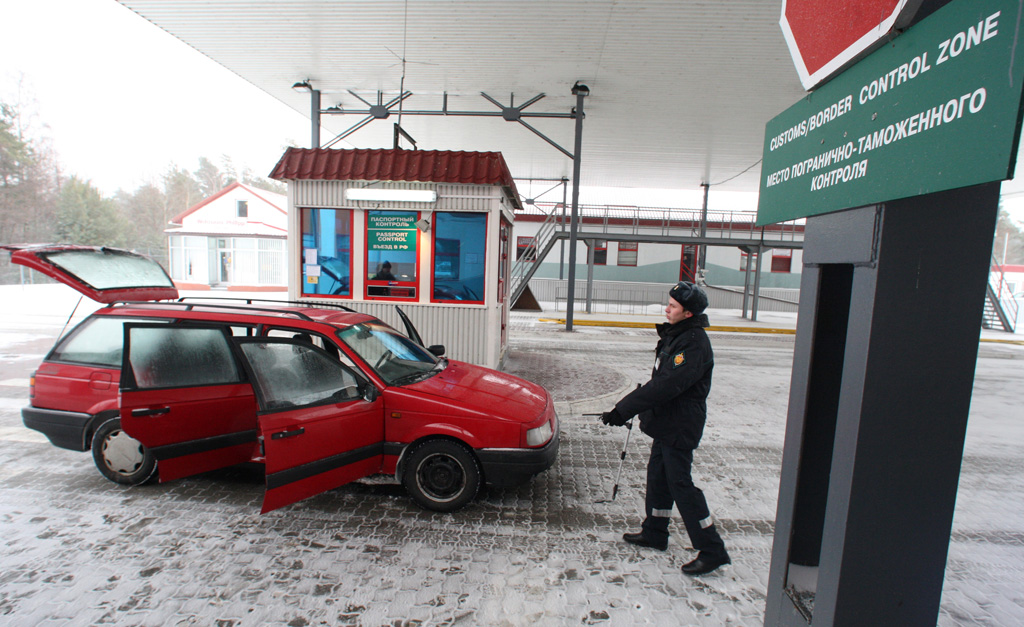
Drogowe przejście graniczne na granicy litewsko-rosyjskiej

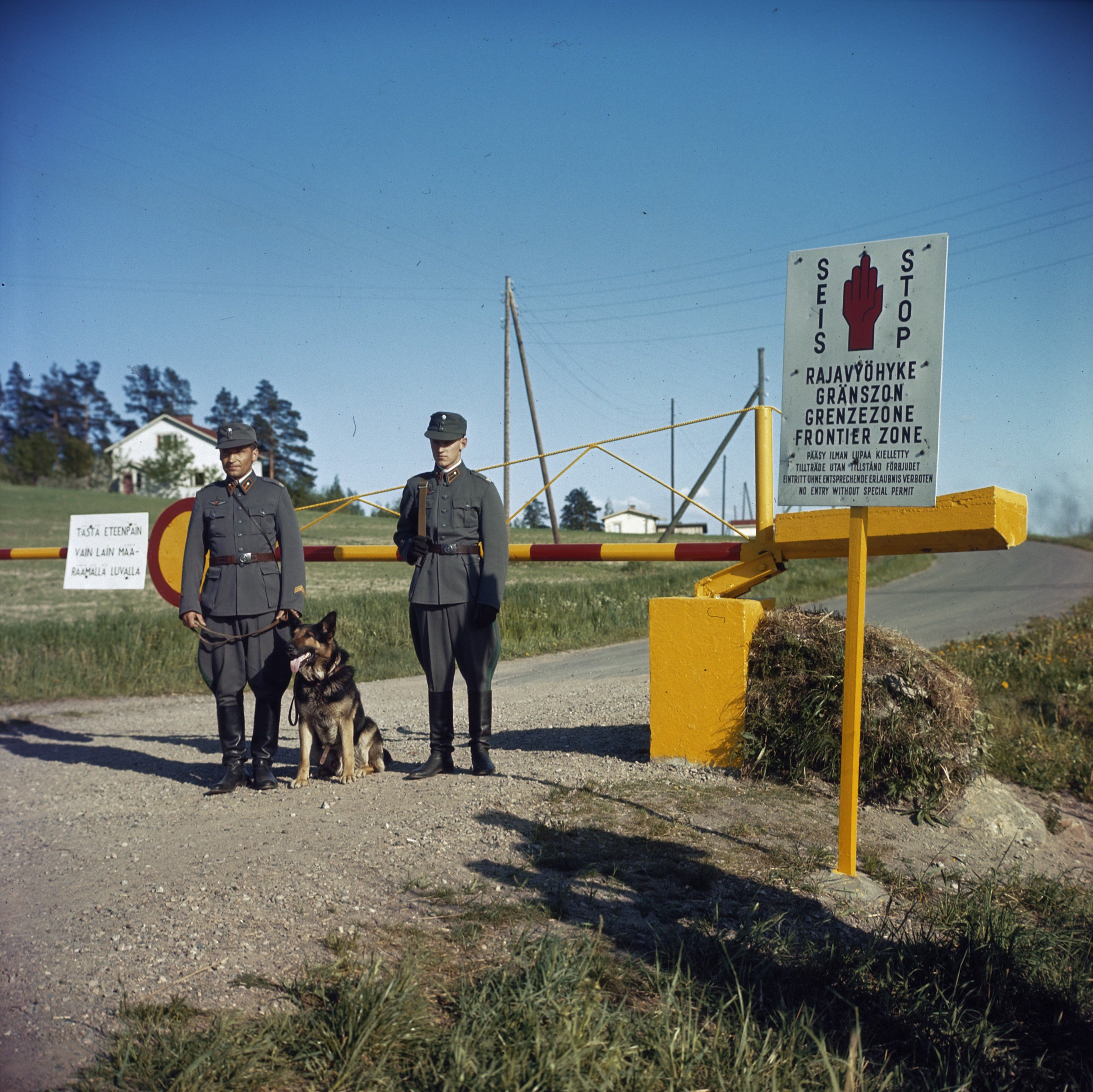
Funkcjonariusze fińskiej straży granicznej w 1967 r.

Przejście graniczne – ustalone na drodze umów międzypaństwowych miejsce na granicy pomiędzy państwami służące do jej przekraczania zarówno przez podróżnych, jak i pojazdy. Na przejściach granicznych podróżnym sprawdzane są ich dokumenty (zazwyczaj paszporty) oraz czasami, zależnie od kraju, wizy. Dokonywana jest też kontrola graniczna, a także kontrola celna przewożonych towarów i wymiar cła oraz innych podatków.

## Rodzaje
Rozróżniamy przejścia graniczne:
- piesze – ustanowione dla ruchu turystycznego,
- małego ruchu granicznego – ustanowione dla przekraczania granicy przez obywateli regionów nadgranicznych, często na podstawie uproszczonych procedur,
- drogowe – pozwalające na przekraczane granicy pojazdami, a w zależności od umów międzypaństwowych także na transport towarów w handlu międzynarodowym,
- kolejowe – dla transportu kolejowego na liniach kolejowych
- morskie – ustanowione w portach, do których mogą wpływać statki pasażerskie i handlowe
- lotnicze – w portach lotniczych.

## Strefa Schengen
W Europie na mocy porozumienia z 1985 r. utworzono specjalną strefę (strefa Schengen) obejmującą 29 państw gdzie zniesiono kontrole graniczne. Ponadto dla obywateli państw nienależących do tej strefy, ale będących członkami Unii Europejskiej na przejściach granicznych stosuje się uproszczone procedury odprawy podróżnych polegające na zaniechaniu kontroli lub sprawdzeniu wyłącznie dokumentów. Nie dokonuje się natomiast odprawy celnej, aczkolwiek może być dokonana kontrola celna towarów handlowych.